# 边果耳蕨
边果耳蕨（学名：Polystichum shimurae）为鳞毛蕨科耳蕨属下的一个种。

## 扩展阅读
- 維基物種上的相關：边果耳蕨